# Osobní jméno
Osobní jméno (antroponymum, z řec. ἄνθρωπος anthrópos, tj. člověk a ὄνομα onoma, tj. jméno, podle kontextu i úplné jméno) je vlastní jméno či soustava jmen, pod kterými je jednotlivý člověk znám. Způsoby, jakými byl a je jednotlivec ve společnosti jmenován, prošly dlouhým vývojem a nabývají rozmanité podoby. Problematikou osobních jmen se zabývá antroponomastika.
Téměř po celém světě se uznává právo dítěte na jméno od narození (Úmluva o právech dítěte). V západním civilizačním okruhu je například obvyklé užívání dvou jmen, přičemž jedno patří do kategorie jmen daných (rodné jméno, ovšem těchto může být i více) a jedno se dědí v rodině (příjmení). Ovšem i dnes existují kultury užívající nedědičná příjmení či pouze mononymické soustavy jmen, kdy je člověk oficiálně znám pod jedním jménem. Dokonce u izolovaných kmenů amazonských pralesů (např. Mačigengové) koncept pevného osobního jména neexistuje vůbec.
Vedle oficiální podoby jména, na kterou má člověk právo a také jistou povinnost, je běžné, že lidé užívají mimo oficiální rovinu i jiná jména, přezdívky, pseudonymy, umělecká jména, ale vystupují i anonymně.

## Části osobního jména
Části jména osob se společensky liší zejména jejich přidělením – zda jde o:
- rodné jméno – individuální jméno, dané rodiči nebo individuálně přijaté, např. při křtu, biřmování, vstupu do komunity, např. řádu, nebo zcela samostatně;
- příjmení – rodové jméno, nejčastěji po rodičích a zvláště po otci nebo po manželovi; může ovšem být voleno a změněno rovněž individuálně.

Rodné jméno
Nejstarší částí je rodné jméno (toto jméno čeština neoznačuje zcela důsledně: někdy je označováno prostě jako jméno, křestní jméno, v občanském zákoníku je užito pojmu osobní jméno nebo se používá pojem vlastní jméno – tedy jméno nezděděné, vlastní jedné osobě proti jménu rodinnému, vlastnímu celé rodině), tedy jméno dané osobě při narození. S tímto byla nejspíše spojena různá magická a pověrečná konání (ochranná jména apod.). Dále byla (a do jisté míry je doposud) běžná změna jména, zejména při tzv. přechodových rituálech (v křesťanském prostředí jsou známa jména křestní, biřmovací, řeholní apod.). Uvádí se zpravidla jako první. Při zápisu do evidence obyvatel (matriky) se posuzuje jeho přípustnost, zejména zda není urážlivé apod.
Střední jméno
Starší společnost si plně vystačila s jmény danými, zpravidla jedním (tzv. mononymická soustava jmen); pokud se však jedinec pohybuje ve větší společnosti, jedno jméno nedostačuje, někdy se dávají i tzv. střední jména (druhé, třetí atd.). Mívají pak charakter rodných jmen. Střední jméno se v minulosti rozšířilo v jistých státech patrně jako nápodoba elit. Přesto se dnes často užívá pouze rodných jmen (případně obecněji jmen daných).
Příjmení
Vedle rodných jmen se objevují „příjmení“ (např. v českém prostředí v 12. století, ovšem vývoj jmen neprobíhá po celém světě synchronně, takže např. několik staletí dříve ve starém Římě existoval již poměrně složitý trojčlenný systém jmen), tedy původně jmen menší důležitosti, která mají jednotlivce odlišovat ve společnosti, kde více osob nosí stejné rodné jméno. Tato první, nedědičná a často ad hoc vybíraná příjmení nazývá česká antroponomastyka příjmí.
Mezi nejčastější patří jména po rodičích (patronyma a matronyma), která v mnoha kulturách hrají důležitou roli dodnes (v Rusku, na Islandu, v Mongolsku ap.). Dále jména podle místa původu (srv. přídomek), který se stal typický zejména pro šlechtická jména (ovšem zdaleka nejen pro ně).
Příjmení, jako jméno stejné pro určitou skupinu jedinců, se uplatňuje několika způsoby. Nejčastěji se jedná o rodinné jméno, případně rodové jméno (tedy společné pro rodinu či rod), dále klanové jméno (společné pro klan, pozůstatky patrné u keltských skotských či irských jmen). Zpravidla tradičně je děti přejímají po otci, ale např. v hispánské jazykové oblasti se přejímají i po matce, fakticky tedy po obou dědech.
Tradiční rovněž bývá změna příjmení žen-nevěst při vdavkách, kdy manželka přejímá příjmení manžela, v některých zemích i s rodným jménem, případně jeho ženskou variantou. Také se někdy (spíše výjimečně) zachovávají příjmení obou manželů, kdy si (případně oba manželé) přidají k původnímu příjmení („za svobodna“) ještě příjmení druhého z manželského páru.
Národní jména
Některé národy (spíše výjimečně) nosí jméno podle předka, kterého považují za zakladatele, např. Češi podle legendárního „praotce“ Čecha. Jméno národa tak převzalo původně osobní, pak rodové jméno.
Etnické jméno
Některá etnika si dávají jména příslušná jejich etnicitě. Může to být podle žebříčku „hodnosti” pro danou komunitu (šošón); jako pýcha před ostatními etniky (kvar); nebo podle estetických vlohů (prokeshiak).

## K pořadí rodného jména a příjmení v osobním jméně
V evropské tradici se uvádí nejprve rodné jméno(a) (křestní) a poté příjmení, ve východoasijské a např. maďarské tradici naopak. Proto při představování uvádíme nejdříve rodné (křestní) jméno, pak příjmení (Jana Nováková). Stejným způsobem uvádíme osobní jméno na vizitce a na jmenovkách (na oděvu, na slavnostní tabuli, na dveřích), na razítkách, úředních a firemních listinách aj., např. Ing. Karel Novák, CSc. ... S pozdravem Ing. Karel Novák, CSc., ředitel ... Dnes vás obsluhuje Květa Benešová. 
V seznamech, databázích aj. se s ohledem na potřebu řadit (pořádat) informace, a tedy i osobní jména, užívá invertované osobní jméno: příjmení, poté křestní jméno(a), např. Novák Jan, Vaňková Marie Renata.
V citacích, bibliografických záznamech a soupisech literatury (bibliografiích) se také užívá invertované osobní jméno a navíc se kvůli jednoznačnosti užívá tzv. inverzní čárka, která se klade za příjmení, tedy před křestní jméno(a) či iniciály, např. Neumann, Stanislav Kostka; Novák, J.; Kudelásek, A. F. Viz také jména autorů uvedených níže v soupisu literatury (Literatura). Zásada neplatí bezvýhradně, existuje řada oborových úzů i národní odlišnost, nicméně odpovídá české normě.